# Żórawina
Żórawina (deutsch Rothsürben) ist ein Ort in der Woiwodschaft Niederschlesien in Polen. Der Ort ist zugleich Sitz der Gmina Żórawina. Żórawina liegt 14,5 km südlich vom Breslauer Stadtzentrum und gehört dem Powiat Wrocławski an. Durch Żórawina führt die Eisenbahnstrecke von  Breslau nach Strzelin, die Autostrada A4 verläuft einem Kilometer nordöstlich des Ortes.

## Geschichte
Im Jahre 1937 erfolgte eine Umbenennung in Rothbach.

## Dreifaltigkeitskirche

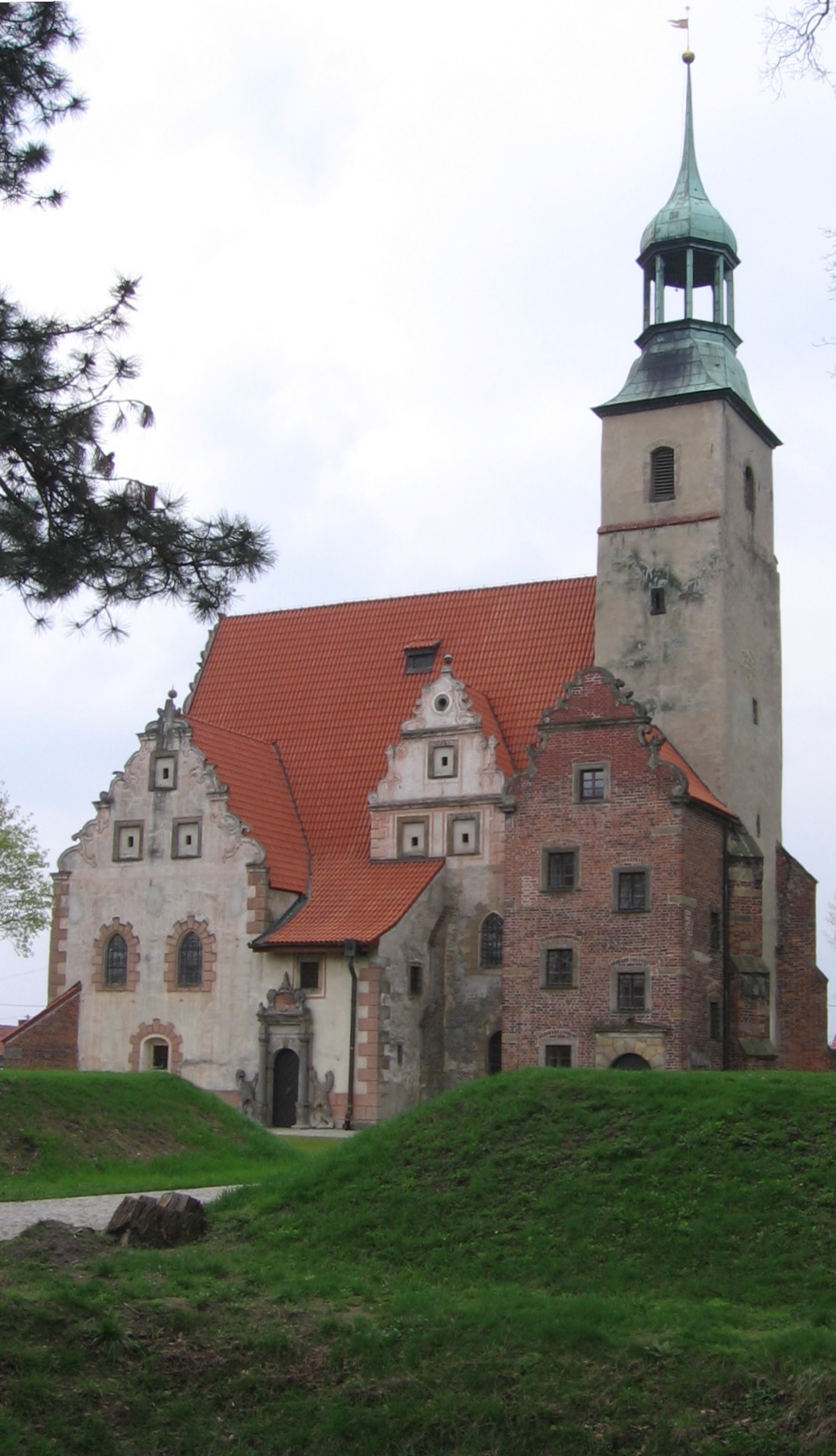
Dreifaltigkeitskirche

Die Dreifaltigkeitskirche (kościół św. Trójcy) stammt aus dem Jahre 1278. Mit der Reformation erfolgte von 1597 bis 1604 ein Umbau im Stil der Spätrenaissance bzw. des Manierismus sowie die Anlage von Wassergräben und Erdwällen. Die Kirche wurde bereits 1653 wieder den Katholiken übertragen.
Die Kirche ist reich verziert mit Epitaphien und Wandmalereien der Renaissance Im Inneren befindet sich eine drei Seiten umfassende Chorempore, deren Brüstung mit 17 Gemälden aus dem Leben Jesu sowie eine Loge des protestantischen Stifters. Das Äußere wird von zahlreichen Anbauten an das Kirchenschiff dominiert. Künstler am Hofe Kaiser Rudolfs II. in Prag schufen bedeutende Kunstwerke für die Kirche, unter anderem eine lebensgroße bronzene Christus-Statue des niederländischen Hofbildhauers Adriaen de Vries aus dem Jahre 1603 (heute im Nationalmuseum Warschau) und das Gemälde Die Taufe Christi des Hofmalers Bartholomäus Spranger aus dem Jahre 1604. Das Original befindet sich heute im Nationalmuseum Breslau; für die Kirche wurde aus privaten Spenden eine Kopie angefertigt.
Nach dem Zweiten Weltkrieg wurde die Kirche nicht mehr genutzt und Teile der Ausstattung, wie die Brüstungsmalereien der Empore, wurden in Museen bzw. in die örtliche ehemals evangelische Pfarrkirche, die jetzt katholische St.-Josefs-Kirche,  verbracht. In den  1970er Jahren war die Kirche kurzzeitig eine Zweigstelle des Nationalmuseums Breslau, später wurde sie von der örtlichen katholischen Pfarrei übernommen. Anschließend wurden Instandsetzungsarbeiten eingeleitet, damit die Kirche sonntags für Besucher geöffnet werden kann.

## Hörfunksender
Westlich des Ortes steht ein Sendemast mit UKW-Sendeantennen. Der Mast wurde von der deutschen Reichspost für den Großsender der Schlesischen Funkstunde (ab dem 1. April 1934 Reichssender Breslau) mit einer Sendeleistung von 60 kW (später 100 kW) im Mittelwellenbereich errichtet. Er nahm am 27. August 1932 den Betrieb auf. Er entsprach in seinem Aufbau dem vier Monate später in Dienst gestellten Sender Langenberg der Westdeutschen Rundfunk AG (WERAG).
Wie bei den meisten deutschen Sendern dieser Zeit wurde als Antennenträger ein freistehender Holzturm verwendet, in dem ein Kupferhohlseil als Antenne aufgehängt war. Der Holzturm des Senders Rothsürben war 140 Meter hoch. Zur elektrischen Verlängerung war auf der Spitze ein achteckiger Bronzering mit 10,6 m Durchmesser als Dachkapazität angebracht. 1940 wurde eine zweite Sendeantenne gebaut. Diese Dreieckflächenantenne war an drei 49,9 Meter hohen Stahlrohrmasten aufgehängt. Beide Antennen waren im Einsatz, bis am 7. Februar 1945 der Betrieb wegen der beginnenden Offensive (Niederschlesische Operation) der Roten Armee eingestellt wurde.
Nach 1945 wurde unter Verwendung des alten Holzturms der Sendebetrieb vom Polnischen Hörfunk wiederaufgenommen. 1976 wurde ein 260 Meter hoher selbststrahlender Sendemast errichtet und die Sendeleistung des Mittelwellensenders, der seit 1965 die Sendefrequenz 1206 kHz belegte, auf 200 kW erhöht.
Der Holzturm blieb bis zu seinem Abriss im Herbst 1990 als Reservesendeturm erhalten. Er war nach der Sprengung des Holzsendeturms in Ismaning bis zu seinem Abriss der höchste Holzturm der Welt.
Der Betrieb des Mittelwellensenders endete 1997. Da der früher selbststrahlende Sendemast nur noch als Träger für Hörfunk- (UKW) und Fernseh-Sendeantennen dient, wurden die anfangs mit Isolatoren versehenen Pardunen des Mastes durch solche ohne Isolatoren ersetzt.

## Gemeindegliederung
Die Landgemeinde setzt sich neben dem Hauptort Żórawina aus 26 Ortsteilen zusammen.

## Söhne und Töchter des Ortes
- Friedrich Erhard von Röder (1768–1834), preußischer General
- Manfred Gausmann (1939–2015), Politiker